# Naskaupi River
Der Naskaupi River oder Meshikamau-shipu (die Namensbezeichnung der Innu bzw. der Naskapi) ist ein etwa 250 km langer Fluss im Osten der Labrador-Halbinsel in der zur kanadischen Provinz Neufundland und Labrador gehörenden Teilprovinz Labrador. Es handelt sich um den zweitgrößten Fluss in Labrador. Er wurde nach den dort siedelnden Naskapi, der östlichen Stammesgruppe der Innu, bezeichnet.

## Flusslauf
Der Naskaupi River hat seinen Ursprung im Orma Lake unterhalb dem Deiches des Smallwood Reservoir. Durch die Errichtung des Stausees im Jahre 1971 wurde das Quellgebiet und der Oberlauf des Naskaupi River überflutet und vom restlichen Flusslauf abgetrennt. Der Naskaupi River fließt in überwiegend östlicher Richtung durch den östlichen Teil der Labrador-Halbinsel. Dabei durchfließt er die Seen Marie Lake, Wuchusk Lake, Seal Lake und Naskaupi Lake. Der Red Wine River mündet bei Flusskilometer 24 rechtsseitig in den Naskaupi River. 2 km oberhalb der Mündung trifft der Crooked River von links auf den Naskaupi River. Dieser mündet schließlich in das westliche Nordufer des Grand Lake. Dieser wird über den kurzen North West River zur Inlandsbucht Lake Melville (Innu: Atatshi-uinipek), die eine salzwasserhaltige Gezeitenerweiterung des Hamilton Inlets darstellt, in welchen auch der Churchill River (Innu: Mishta-shipu, der westliche Teil/Oberlauf des Churchill River hingegen: Patshishetshuanau-shipu) abfließt, hin entwässert.

## Hydrologie
Das Einzugsgebiet des Naskaupi River umfasst 15.082 km², wobei 2391 km² auf den Crooked River entfallen, der unmittelbar an der Mündung von links auf den Naskaupi River trifft. Vor Errichtung des Smallwood Reservoir und dessen Deichen betrug diese Fläche noch 23.310 km². Der mittlere Abfluss bei Flusskilometer 70 beträgt 89,3 m³/s. Im Juni, während der Schneeschmelze, führt der Fluss gewöhnlich die größte Wassermenge mit im Mittel 280 m³/s.

## Fischfauna
Im Naskapi River kommen folgende Fischarten vor:
- Atlantischer Lachs (anadrom und nicht-anadrom (Süßwasserlachs))
- Wandersaibling
- Bachsaibling (anadrom und nicht-anadrom)
- Amerikanischer Seesaibling
- Heringsmaräne (Lake whitefish)
- Prosopium cylindraceum (Round whitefish)
- Arktischer Stint
- Hecht
- Couesius plumbeus (Lake chub)
- Catostomus commersoni (White sucker)
- Catostomus catostomus (Longnose sucker)
- Quappe
- Dreistachliger Stichling
- Couesius plumbeus (Lake chub)
- Rhinichthys cataractae (Longnose dace)
- Cottus cognatus